# Can Santjoan
|  | Aquest article tracta sobre l'habitatge a Esparreguera. Si cerqueu el nucli de població al municipi de Montcada i Reixac, vegeu «Can Sant Joan». |

Can Santjoan, també anomenat Mas Bertran, Mas Teulat o Mas Vacarisses, és una casa al terme d'Esparreguera inclosa a l'Inventari del Patrimoni Arquitectònic de Catalunya. És una antiga casa d'estiueig orientada cap al sol naixent estructurada en planta baixa i pis coberta amb teula àrab. La façana principal està disposada amb galeries d'arcs rebaixats als dos pisos; els de la planta baixa són més oberts i el que porta a l'entrada principal presenta decoració amb ceràmica verda. Al primer pis hi ha una barana balustrada de pedra. El conjunt es remata per una sèrie d'arcs cecs fets de maó vist i una cornisa motllurada. Pel que fa al seu interior, cada pis està disposat entorn una sala central, de la que surten quatre habitacions. El conjunt està tancat per un barri on hi figura la data de 1903 a la part exterior de la llinda de la porta. Aquesta data correspon a una restauració. En un document del segle xviii, s'esmenta que la casa Santjoan era de noble llinatge.